# التاندوباوی
ال تاندوباوی یک منطقهٔ مسکونی در عربستان سعودی است که در استان مکه واقع شده‌است.